# Аліциклічні сполуки

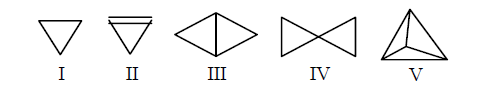
Найпростіші аліциклічні сполуки:
циклопропан (І), циклопропен (ІІ), транс-біцикло[1,1,0]бутан (III), спіро[2,2]пентан (IV), тетрагедран (V)

А́ліциклі́чні сполу́ки — органічні сполуки, молекули яких містять замкнені кільця з атомів вуглецю, що є частково або повністю насиченими. Аліциклічні сполуки не мають ароматичного характеру і разом з ароматичними сполуками становлять розділ ізоциклічних, або карбоциклічних сполук.
Аліциклічні сполуки класифікують за кількістю атомів у кільці, за кількістю кілець, наявністю або відсутністю кратних зв'язків. Серед них розрізняють моно- й поліциклічні, спіранові, каркасні. В них розрізняють ізомерію циклів, ізомерію бічних ланцюгів та розташування їх у циклах, стереоізомерію. Аліциклічні сполуки — важливі моделі для розвитку конформаційного аналізу.
Найбільшою хімічною стійкістю відзначаються 5- та 6-членні цикли (циклопентан, циклогексан).
Аліциклічні сполуки містяться у нафті, ефірних оліях, стеринах, стероїдах, антибіотиках тощо. Застосовують, зокрема, як паливо (в тому числі ракетне), інсектициди, лікувальні препарати, напівпродукти у виробництві синтетичних волокон.